# Volvo RM8
RM8, Reaktionsmotor 8, flygmotor tillverkad av Volvo Aero för stridsflygplanet Saab 37 Viggen. Motorn är av dubbelströmstyp (”bypass”) och är en utveckling av Pratt & Whitneys civila motor JT8D-1.

## Grundkonstruktion
RM8 har 13 kompressorsteg uppdelade på två från varandra fritt roterande rotorer. De sex första stegen omfattar fläkten och lågtryckskompressorn och drivs av en trestegs lågtrycksturbin. Lågtrycksturbinen är placerad bakom högtrycksturbinen vars enda steg driver högtryckskompressorn som består av sju steg.

## RM8A
Utöver grundmotorns konstruktion gjordes förstärkningar och förbättringar, till exempel konstruerades ett nytt bränslesystem. Dessutom utvecklades en efterbrännkammare som blev fast monterad på gasgeneratorn.

### Prototyper
Sex försöksmotorer tillverkades för körning i motorblock under utvecklingsarbetet och därefter tillverkades elva motorer som skulle användas i provflygplanen.

### Beställningar och tillverkning
Ursprungligt beslut år 1962 var 800 Saab 37 Viggen. I juli 1968 beställdes 195 motorer och den första serietillverkade motorn levererades 28 oktober 1970. År 1970 hade beslutet skurits ner till 175 Viggen, varav inget jaktplan. Totalt tillverkades 207 RM8A-motorer (9001-9207) åren 1965-1980.

## RM8B
I varianten utökades fläkten med ett steg till tre, på bekostnad av ett färre steg i lågtryckskompressorn. Efter omkonstruktionen blev motorn 7 cm längre vilket gjorde att flygplanet JA 37 fick förlängas lika mycket.
Ett utvecklingskrav var ”rökfrihet”, dvs. rökstrimman med synliga sotmängder efter planet skulle bort. Totalt tillverkades 173 RM8B-motorer (9401-9573) åren 1978-1987.

### Motordata och prestanda
|                             | RM8A                | RM8B              |
| --------------------------- | ------------------- | ----------------- |
| Motorvikt                   | 2100 kg             | 2350 kg           |
| Längd                       | 6,16 m              | 6,23 m            |
| Inloppsdiameter             | 1,03 m              | 1,03 m            |
| Kompressortryck             | 16,5:1              | 16,5:1            |
| Antal kompressorsteg        |                     |                   |
| Fläkt + lågtryckskompressor | 2 + 4               | 3 + 3             |
| Högtryckskompressor         | 7                   | 7                 |
| Förbränningskammare         | 9 flamrör           | 9 flamrör         |
| Antal turbinsteg            |                     |                   |
| Högtrycksturbin             | 1                   | 1                 |
| Lågtrycksturbin             | 3                   | 3                 |
| Dragkraft tomgång           | 3,2 kN (330 kp)     | 3,2 kN (325 kp)   |
| Dragkraft                   | 65,6 kN (6690 kp)   | 72,1 kN (7350 kp) |
| Dragkraft med EBK           | 115,6 kN (11790 kp) | 125 kN (12750 kp) |